# Oleh Tjahnybok
Oleh Jaroslavovyč Tjahnybok (in ucraino Оле́г Яросла́вович Тягнибо́к?; Leopoli, 7 novembre 1968) è un politico ucraino.

## Gioventù
Tjahnybok è nato nella città di Leopoli in una famiglia di medici laureandosi a sua volta in medicina. Suo padre, Jaroslav Tjahnybok, è un noto medico ucraino, specializzato in medicina sportiva, ex capo medico della squadra nazionale di boxe sovietica, oltre ad essere un ex pugile insignito del titolo di Maestro di Sport dell'URSS.
Il bisnonno di Oleh era fratello di Lonhyn Cehel's'kyj, politico della Repubblica Popolare dell'Ucraina Occidentale. Tjahnybok ha dichiarato di ricordare le perquisizioni condotte dagli agenti del KGB nell'appartamento della sua famiglia.
Dopo aver completato la scuola secondaria, Tjahnybok si iscrisse all'Istituto di Medicina di Leopoli, dove lavorò anche come infermiere part-time. Tuttavia, dopo il secondo anno fu chiamato a prestare servizio nell'esercito. Al suo ritorno all'istituto, avviò la creazione dell'Istituto Mediterraneo Studente Fratellanza, segnando il primo passo nel suo percorso come attivista civile. Tjahnybok si laureò nel 1993 come chirurgo specialista in urologia. Nel 1994, all'età di 25 anni, venne eletto al Consiglio dell'oblast' di Leopoli e nel 1998 venne eletto alla Verchovna Rada.

## Carriera politica
Nell'ottobre 1991, Tjahnybok è diventato membro del Partito Social-Nazionale di Ucraina, posizionandosi nell'area dell'estrema destra ucraina. Dal 1994 al 1998, Tjahnybok ha ricoperto la carica di membro del Consiglio regionale di Leopoli.
Nel 1998 è stato eletto per la prima volta al Parlamento ucraino come rappresentante del Partito Social-Nazionale dell'Ucraina; in parlamento si è unito alla fazione del Movimento popolare di Ucraina. Nel 2002, Tyahnybok è stato rieletto al parlamento ucraino come membro del blocco Nostra Ucraina di Viktor Juščenko. Durante il suo mandato parlamentare, ha presentato 36 proposte di legge, di cui solo quattro sono state approvate.
Tra le sue iniziative più significative: si è opposto all'introduzione della lingua russa come seconda lingua ufficiale dello Stato; ha proposto il riconoscimento del ruolo dei combattenti dell'Organizzazione dei Nazionalisti Ucraini (OUN) e dell'Esercito Insurrezionale Ucraino (UPA) durante la seconda guerra mondiale; ha sostenuto l'applicazione di misure di lustrazione per ex funzionari comunisti, ufficiali dei servizi di sicurezza e agenti in borghese; e ha richiesto il divieto di diffusione dell'ideologia comunista. Tuttavia, nessuna di queste proposte è stata accolta dal Parlamento.

Il 20 luglio 2004, Oleh Tjahnybok è stato espulso dal gruppo parlamentare Nostra Ucraina dopo aver tenuto un controverso discorso nei Carpazi, davanti alla tomba di un comandante dell'Esercito Insurrezionale Ucraino. Questo intervento, trasmesso in televisione nell'estate dello stesso anno, conteneva affermazioni provocatorie, tra cui:
«Voi siete quelli che la mafia ebraico-moscovita regnante in Ucraina teme di più»
e
«Non avevano paura e non dobbiamo avere paura. Hanno preso le loro armi automatiche sul collo e sono andati nel bosco, e combatterono contro i moscoviti, tedeschi, ebrei e altra feccia che voleva portare via il nostro stato ucraino.»
Tjahnybok ha negato di essere antisemita, sostenendo di essere "pro-ucraino". Inizialmente, l'ufficio del procuratore ha avviato un procedimento penale contro di lui per incitamento all'odio etnico, ma successivamente ha ritirato la denuncia per mancanza di prove. Da quel momento, Tjahnybok ha vinto nove cause legali relative a questi eventi. I giudici hanno stabilito che il procedimento penale era stato avviato in violazione della legge; inoltre, il canale televisivo "Inter", che aveva trasmesso il discorso di Tjahnybok, e il capo della Derzhkomnatsmihratsia, H. Moskal, sono stati riconosciuti colpevoli di aver leso l'onore e la dignità di Tjahnybok, causando danni morali.Queste vicende hanno portato alla creazione del "Programma in difesa degli ucraini". Nel 2012, Tjahnybok ha dichiarato: "Questo discorso è rilevante anche oggi" e "tutto quello che ho detto allora posso ripeterlo ora."
Dal febbraio 2004, Tjahnybok è passato a Svoboda.
Nell'aprile 2005, Tjahnybok ha co-firmato una lettera aperta al presidente Juščenko per richiedere un'indagine parlamentare sulle "attività criminali dell'ebraismo organizzato in Ucraina".

Tjahnybok si è candidato alla carica di sindaco di Kiev durante le elezioni locali del 2008. Nelle elezioni, Leonid Černoveckyj è stato rieletto con il 37,7% dei voti, mentre Tjahnybok ha ottenuto l'1,37% dei consensi.

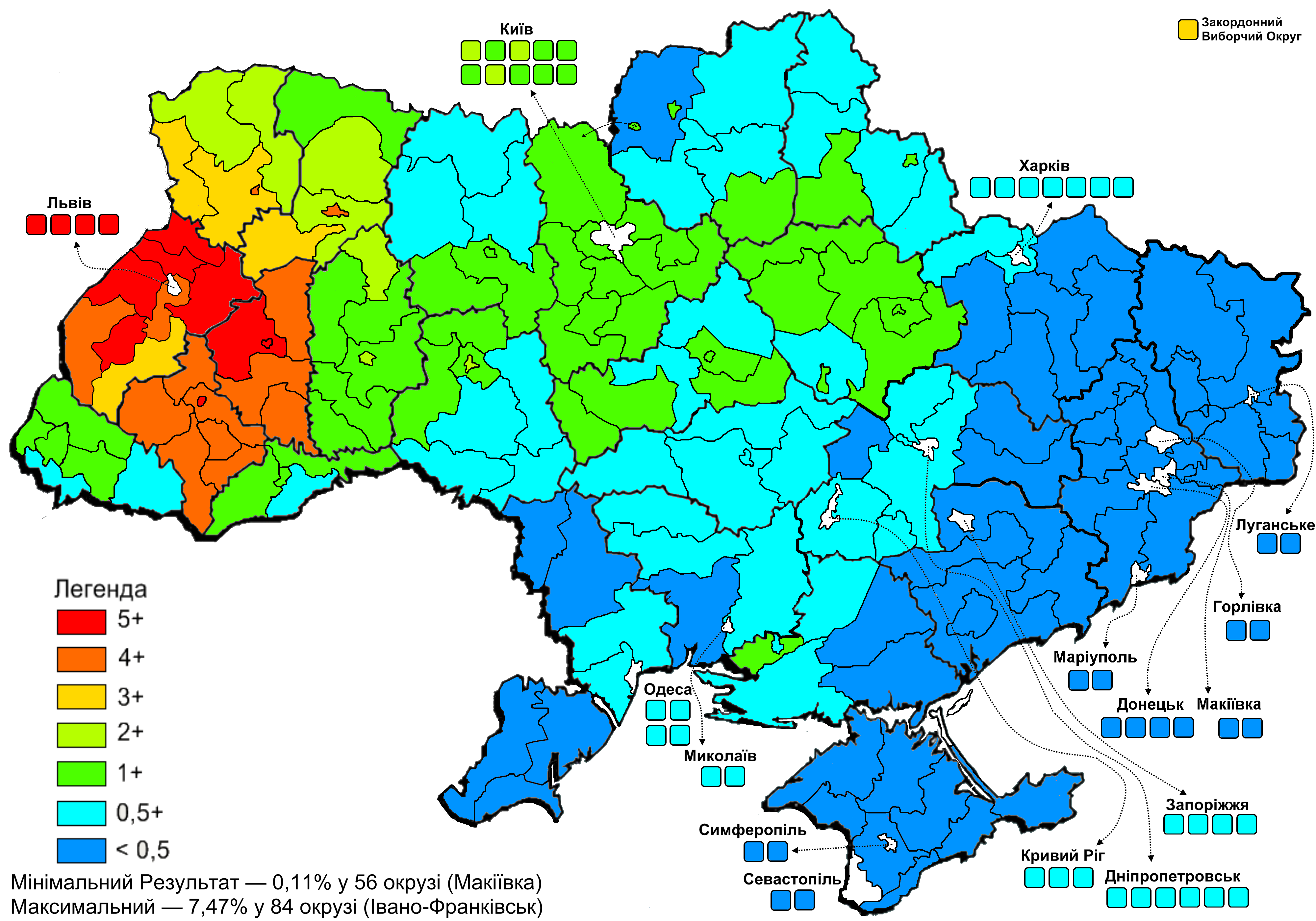
Risultati di Tjahnybok nelle elezioni presidenziali del 2010

Nelle elezioni presidenziali del 2010, Tjahnybok, candidato del partito Svoboda, ha ottenuto 352.282 voti, pari all'1,43% del totale. Ha ricevuto la maggior parte dei suoi consensi nelle oblast' di Halychyna, Leopoli, Ternopil' e Ivano-Frankivs'k, dove la sua quota di voto ha raggiunto il cinque per cento delle schede totali. Al secondo turno, Tjahnybok non ha appoggiato alcun candidato. Ha invece presentato un elenco di circa 20 richieste che Julija Tymošenko, candidata al ballottaggio, avrebbe dovuto soddisfare per ottenere il suo sostegno. Queste includevano la divulgazione di presunti accordi segreti tra Tymošenko e Vladimir Putin, e l'allontanamento di quelli che Tjahnybok definiva "Ucraina-haters" dalla sua cerchia ristretta.
Nel corso del 2010, durante le elezioni locali ucraine, il partito di Tjahnybok ha ottenuto tra il venti e il trenta per cento dei voti in Galizia orientale, affermandosi come una delle principali forze nel governo locale.
Nelle elezioni parlamentari ucraine del 2012, Tjahnybok è stato rieletto al parlamento ucraino come capolista del suo partito, che ha conquistato 38 seggi.  Successivamente, Tjahnybok è stato eletto leader della fazione parlamentare del partito.
Nel giugno 2013, secondo il giornale di Kiev Sevodnya, a Tjahnybok e a un altro leader del partito Svoboda è stato negato l'ingresso negli Stati Uniti a causa del loro aperto antisemitismo. Nel novembre dello stesso anno, Tjahnybok è stato fotografato durante le proteste di Piazza Maidan insieme al futuro primo ministro dell'Ucraina Arsenij Jacenjuk, all'ex pugile Vitali Klitschko, al senatore americano John McCain e a Victoria Nuland, figure chiave nella svolta politica del paese.
Nel marzo 2014, la Federazione Russa ha avviato un procedimento penale contro Oleh Tyahnybok e alcuni membri dell'Assemblea Nazionale Ucraina - Autodifesa Ucraina (UNA-UNSO), con l'accusa di "organizzazione di una banda armata". Le autorità russe sostenevano che questo gruppo avesse combattuto contro la 76ª Divisione d'assalto aereo delle Guardie russe durante la Prima guerra cecena.
Nelle elezioni presidenziali ucraine del 2014, Tyahnybok ha ottenuto l'1,16% dei voti, registrando un calo di consensi rispetto alle precedenti elezioni
Nelle elezioni parlamentari dell'ottobre 2014, Tyahnybok era nuovamente capolista del suo partito Svoboda. Tuttavia, il partito ha ottenuto solo il 4,71% dei voti, non riuscendo a superare la soglia del 5% necessaria per ottenere seggi attraverso il sistema proporzionale nazionale. Di conseguenza, Tyahnybok non è stato rieletto in parlamento.

## Posizioni politiche
«A differenza sia dell'imperialismo sia del globalismo, il nazionalismo moderno cerca un sano equilibrio tra sviluppo interno e relazioni internazionali produttive. I nazionalisti troveranno sempre un linguaggio comune con i patrioti di altri paesi, poiché il vero nazionalismo implica sia l'amore per la propria nazione sia il rispetto per gli altri. Solo chi rispetta sé stesso ha il potere di rispettare gli altri.» Così ha dichiarato Tjahnybok in un'intervista del gennaio 2010 con il Business Ucraina.Tjahnybok considera la Russia la più grande minaccia per l'Ucraina.
Ha accusato la presidenza di Dmitrij Medvedev di "fare guerra virtuale all'Ucraina su molti fronti: nel campo dell'informazione, del settore diplomatico, nel commercio di energia e nelle pubbliche relazioni internazionali." È favorevole alla NATO e critico nei confronti dell'Unione europea, ma sostiene un'Europa composta da nazioni libere. Secondo i sondaggi, entrambe le sue posizioni lo mettono in contrasto con la maggioranza degli ucraini. Tjahnybok desidera anche privare la Crimea del suo status autonomo e Sebastopoli del suo status speciale. Tjahnybok propone di introdurre una sezione "etnica" nei passaporti ucraini, istituire un regime di visti con la Russia e richiedere agli ucraini di superare un test di lingua ucraina per poter lavorare nella pubblica amministrazione. Inoltre, Tjahnybok intende ristabilire l'Ucraina come una potenza nucleare, sostenendo che ciò potrebbe fermare la "guerra virtuale russa in Ucraina" menzionata in precedenza. Infine, Tjahnybok desidera che l'ucraino diventi la lingua ufficiale dello stato, pur affermando che non dovrebbero esserci discriminazioni nei confronti delle minoranze linguistiche.

## Immaginario culturale e politico

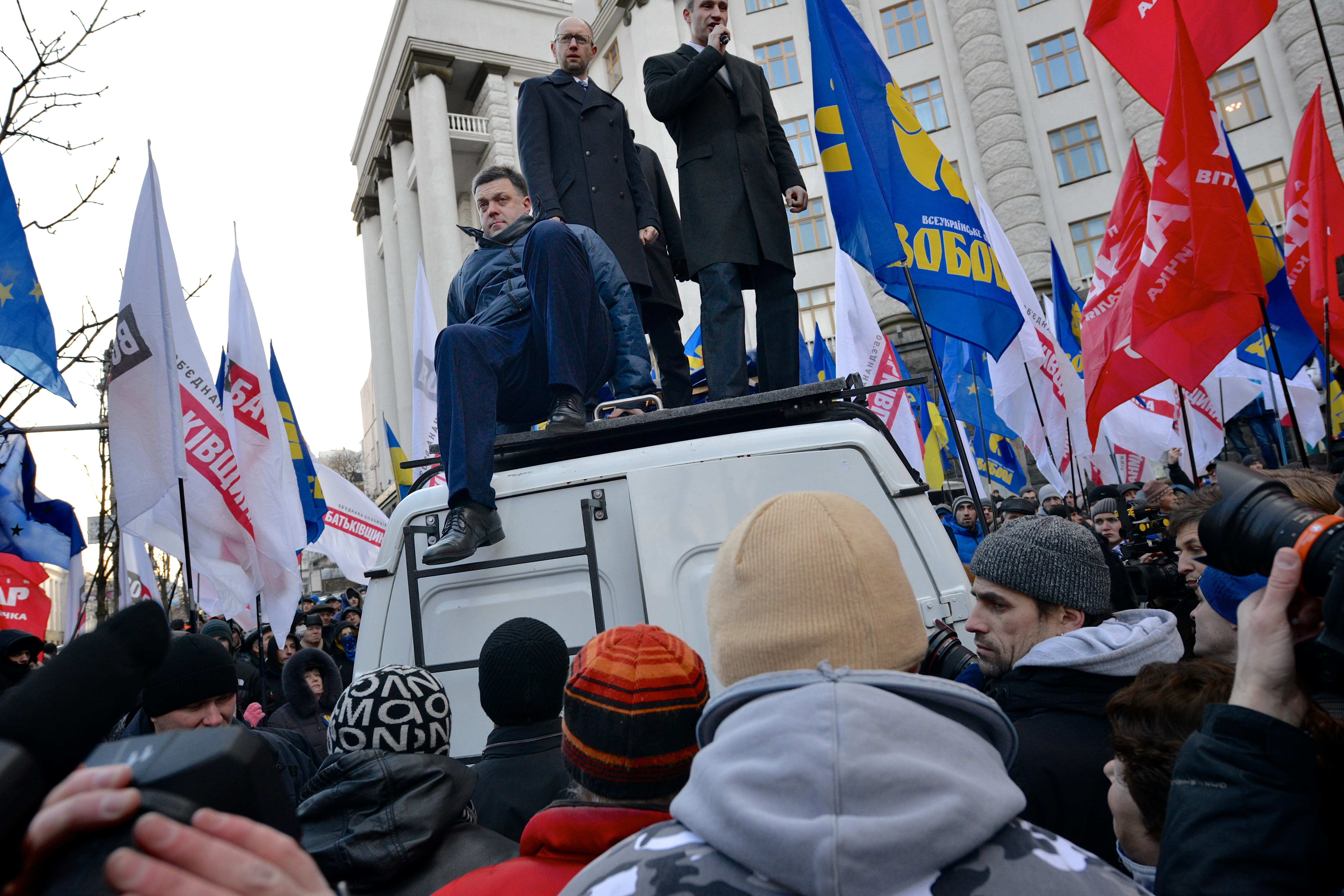
Leader di opposizione Oleh Tjahnybok, Vitalij Klyčko e Arsenij Jacenjuk, affrontano i manifestanti, 27 novembre 2013

Nel corso di una visita di Tjahnybok a Sebastopoli, il 6 gennaio 2010, circa 1.500 attivisti di partiti e movimenti pubblici picchettarono il Business and Culture Center, dove Tjahnybok tenne un incontro con gli elettori.
Tyahnybok è stato votato "Persona dell'anno" nel 2012 dai lettori della rivista di notizie del paese, Korrespondent. Inoltre, Tyahnybok è stato classificato al 43º posto nella lista dei "Top 100 ucraini più influenti" di Korrespondent nel 2012.